# Sila
För andra betydelser, se Sila (olika betydelser).
Sila (eller Hila i Kitikmeot) är ett ord på inuktitut som kan översättas med väder eller klimat men som också är en mystisk kraft, en ande i luften. De skilda definitionerna hänger ihop med skillnader i hur inuiter ser världen jämfört med hur västerländsk vetenskap gör det. Krafterna som beskrivs som Sila ska enligt religionshistorikern Daniel Merkur snarare ses som naturkrafter än som något gud- eller änglalikt, men det råder inte konsensus bland forskare hur begreppet ska definieras. 